# 鹼基切除修復

鹼基切除修復（BER）示意圖

鹼基切除修復（Base excision repair，BER）是細胞修復受損DNA的一種機制，主要用來修補大小較小、對DNA雙股螺旋結構影響較小的損傷，包括去胺、被烷基化或氧化的鹼基，如8-羥基鳥嘌呤（8-oxoG）、7-甲基鸟苷、黃嘌呤與尿嘧啶等。大小較大、影響DNA結構較大的損傷（如紫外線造成的胸腺嘧啶二聚体）則是由核苷酸切除修复（NER）途徑修補。細菌、古菌與真核生物皆有鹼基切除修復的機制。
BER的過程首先由DNA糖基酶移除損傷的鹼基，形成AP位點，隨後AP核酸內切酶將此位點的磷酸二酯鍵切除，造成DNA單股斷裂，接著再由DNA聚合酶合成缺失的鹼基（與一般DNA複製的過程一樣有DNA夾參與），可能僅合成單一缺失的鹼基後由DNA連接酶完成修補（短補丁修復；short-patch BER），也可能合成2-10個核苷酸以取代下游的若干的核苷酸，由Flap核酸內切酶將舊有的核苷酸切除後，再由DNA連接酶完成修補（長補丁修復；long-patch BER），兩途徑的選擇由DNA損傷種類、細胞週期、細胞分化狀態與物種種類等因素決定。
DNA糖基酶的活性可能隨老化而下降，使BER途徑的效率降低。另外BER途徑的缺失與數種癌症有關。